# Jakov Šketan
Jakov Šketan (født Jakov Pavlovics Majorov, den 30. oktober 1898 i Oršanka, Mari El, død 16. maj 1937) var en marisk forfatter. Han skrev over 300 værker. I 1920'erne arbejdede han som teaterinstruktør, og har skrevet flere succesfulde skuespil (blandt andet om marierne under socialismen) samt en roman. Han regnes som grundlæggeren af marisk drama.

## Liv og gerning
Jakov Šketan stammede fra en bondefamilie. I 1917 blev han mobiliseret og deltog i 1. verdenskrig. Fra 1918 virkede han i de sovjetiske organisationer og var en forkæmper for sovjetisk magtskifte. I 1920 var han leder af Jaransk amts nationale distrikt. Fra 1921 og senere var han ansat i Krasnokokšaiski landbrugsafdeling som avisen Josjkar Ketšes litterære ansatte og redaktør. Han var også en af grundlæggerne af det satiriske tidsskrift Arslan den Kesten. 
Han var også skuespiller, dramatiker og regissør ved Mari Nationalteater. I 1929 vendte han tilbage til Oršanski distriktet, som var en af arrangørerne af kollektivlandbruget. Senere virkede han som leder af kollektivbrugets revisionsudvalg.
Šketans litterære virksomhed begyndte i 1919. Han er grundlæggeren af drama på mari. Hans vigtigste skuespil var "Overflødig" (1920), "Sardai" (1922), "Åh, disse forældre" (1923) og "Høst" (1932).
I 1933 offentliggjorde han romanen "Erenger", hvor han beskrev landsbylivet i 1920'erne i Mari og den socialistiske omorganisering.

## Hædersbevisninger
I hans fødeby er i 1968 anlagt en park med hans navn og opstillet en buste til hans minde.

## Forfatterskab

### Skuespil
- Overflødig (1920)
- Sardai (1922)
- Åh, disse forældre (1923)
- Høst (1932)

### Romaner
- Erenger (1933)